# Yellow Jackets de Georgia Tech
Pour les articles homonymes, voir Jacket.

Logo de la mascotte « Buzz ».

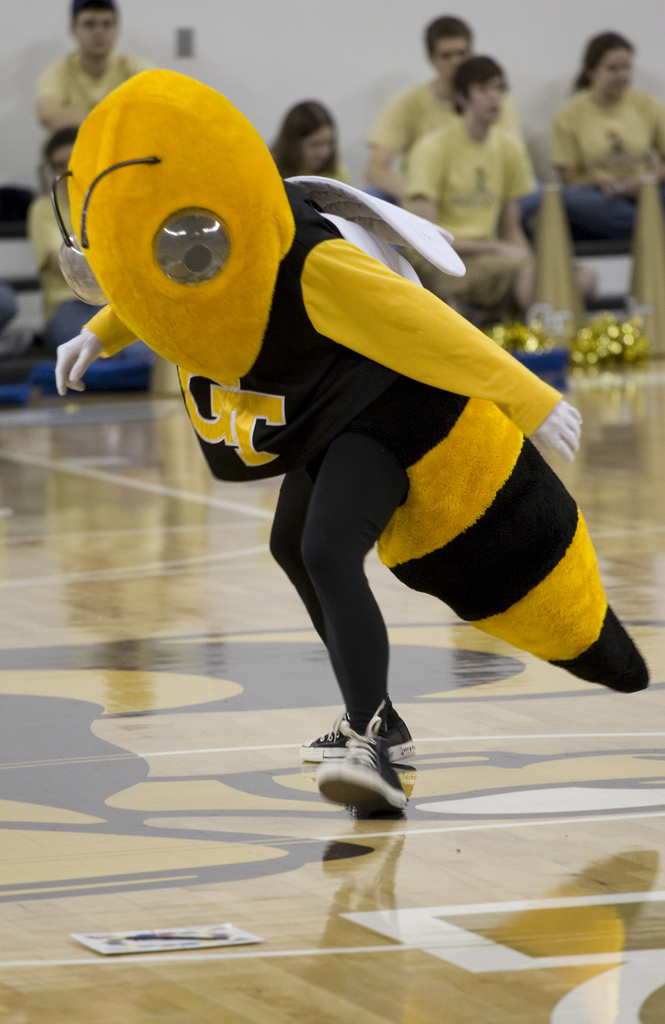
« Buzz », la mascotte des Yellow Jackets.

Les Yellow Jackets de Georgia Tech (en anglais Georgia Tech Yellow Jackets) sont un club omnisports universitaire de l'Institut de technologie de Géorgie à Atlanta. Les équipes des Yellow Jackets participent aux compétitions universitaires organisées par la National Collegiate Athletic Association. Georgia Tech fait partie de la  Atlantic Coast Conference.

## Football américain
La plus fameuse équipe des Yellow Jackets est celle de football américain qui a remporté quatre titres nationaux (1917, 1928, 1952 et 1990). L'équipe évolue au Bobby Dodd Stadium, enceinte de 55 000 places inaugurée en 1913.

## Basket-ball
L'équipe de basket-ball évolue au Hank McCamish Pavilion (anciennement Alexander Memorial Coliseum), salle de 9191 places inaugurée le 30 novembre 1956. Les Yellow Jackets furent battus en finale nationale en 2004.

## Baseball
Sous la conduite de l'entraîneur Danny Hall, les Yellow Jackets furent vice-champions nationaux en 1994, quart de finaliste en 2002 et huitième de finaliste en 2006. 